# Hemaris brunneobasalis
Hemaris brunneobasalis är en fjärilsart som beskrevs av Otto Staudinger 1892. Hemaris brunneobasalis ingår i släktet Hemaris och familjen svärmare. Inga underarter finns listade i Catalogue of Life.